# Тигернах Клонсский
Тигернах (др.‑ирл. Tigernach mac Coirpri; умер в 549) — ирландский святой, покровитель Клонса (графство Монахан, провинция Ольстер). День памяти — 4 апреля.

## Биография
Житие святого Тигернаха описывает его ранние годы, приходившиеся на ту пору, когда род Уи Хремтайнн ещё не разделился и занимал королевский трон в Клогере. Тигернах родился вне брака у дочери короля: его мать Дер Фрайх (Der Fraích) была дочерью короля Айргиаллы Эохайда. Его отец Кайрпре был выходцем из Лейнстера и состоял у Эохаида на службе. Ирландские генеалогии указывают, что он принадлежал к ветви Уи Бриуйн рода Уи Байррхе. Дядей святого по линии матери был скончавшийся в 514 году король Айргиаллы Кайрпре Дам Айркит. Тёткой святого по линии матери была святая Цинния из Друим Дубана (Saint Cinnia of Druim Dubhain, память —1 февраля). Двоюродным братом святого по материнской линии был святой Дамнат из Слив Бэта (Saint Damhnat of Slieve Betha, память —13 июня). Другим двоюродным братом по линии матери был святой Энда Аранский (память — 21 марта). Святые Даллан Форгайлл и Айдан Фернский также были его двоюродными братьями.
Вскоре после своего рождения, Тигернах был доставлен в Лейнстер. Святая Бригитта Килдэрская дала ему имя Тигернах, что означает «царственный». Согласно Батлеру, святой Тигернах был крещён епископом Килдэрским Конлетом, причём святая Бригитта была его крёстной.